# 秘密 (aiko專輯)
《秘密》，日本女性創作歌手aiko的第8張錄音室專輯。2008年4月2日發行。

## 解説
前作《她》約一年半之後發行。是aiko出道10週年的其中一項紀念企劃。
收錄了《幸福》、《沒有星星的世界／側臉》、《兩人》3張單曲的4首A面曲。
在Oricon公信榜最高排行第2位，是《留住秋天》之後首張未能取得Oricon冠軍的原創專輯。
樂評界普遍給予這張專輯很高的評價，認為活像一部「可以聽的戀愛小說」，細膩刻畫出學生時代的記憶、遠距離戀愛等主題、以及融入了aiko的女性觀和感情觀。

## 收錄曲目
1. You & Me both
2. 兩人
3. 學校
4. 今天也是晴天（キョウモハレ）
5. 沒有星星的世界/側臉（横顔）
6. 秘密
7. 春與秋（ハルとアキ）
8. 星星電話（星電話）
9. 戀愛道（恋道）
10. 沒有星星的世界（星のない世界）
11. 幸福
12. 海兔螺（ウミウサギ）
13. 約定

## 外部連結
- 唱片介紹 （页面存档备份，存于）